# Eggerelloidea
Eggerelloidea es una superfamilia de foraminíferos bentónicos del suborden Textulariina y del orden Textulariida. Su rango cronoestratigráfico abarca desde el Bajociense (Jurásico medio) hasta la Actualidad.

## Discusión
Clasificaciones previas incluían las familias de Eggerelloidea en la superfamilia Textularioidea.

## Clasificación
Eggerelloidea incluye a las siguientes familias:
- Familia Eggerellidae
- Familia Pseudogaudryinidae
- Familia Valvulamminidae
- Familia Valvulinidae